# Kirchenkreis Celle
Der Kirchenkreis Celle ist einer der 48 Kirchenkreise der Evangelisch-lutherischen Landeskirche Hannovers und gehört zum Sprengel Lüneburg.

## Geographische Lage
Der Kirchenkreis liegt in Niedersachsen im Süden der Lüneburger Heide. Er umfasst den größten Teil der Fläche des Landkreises Celle sowie kleine angrenzende Gebiete im Landkreis Gifhorn. Der nordwestliche Teil des Landkreises Celle, der die Stadt Bergen umfasst, ist kein Teil des Kirchenkreises.
Der Kirchenkreis grenzt im Nordwesten an den Kirchenkreis Soltau, im Westen an den Kirchenkreis Walsrode, im Süden an die Kirchenkreise Neustadt-Wunstorf, Burgdorf und Peine, im Südosten an die Kirchenkreise Gifhorn und Wolfsburg-Wittingen und im Norden an den Kirchenkreis Uelzen.

## Kirchengemeinden
Der Kirchenkreis umfasst die Kirchengemeinden der Stadt Celle und der Gemeinden Winsen (Aller), Wietze, Hambühren, Unterlüß, Eschede, Beedenbostel, Eldingen, Lachendorf, Hohne (mit Ummern, Pollhöfen und Hahnenhorn), Ahnsbeck, Wienhausen, Bröckel, Eicklingen, Langlingen, Nienhagen, Wathlingen und Adelheidsdorf.
Im Kirchenkreis liegt das Kloster Wienhausen und die sogenannte Anstaltsgemeinde Lobetal. Die Anzahl der Kirchenmitglieder liegt nach eigenen Angaben bei knapp 75.000.

## Struktur
Der Kirchenkreis wird wie andere Kirchenkreise durch einen Superintendenten geleitet. Seit November 2017 ist Andrea Burgk Lempart Superintendentin. Das Amt ist mit der ersten Pfarrstelle der Stadtkirchengemeinde St. Marien verbunden.
Die weitere Leitung des Kirchenkreises übernehmen der Kirchenkreisvorstand und die gewählte Kirchenkreissynode. Die Kirchenkreissynode stellt dabei das Parlament des Kreises da.
Das zuständige Kirchenamt teilt sich der Kirchenkreis mit den Kirchenkreisen Soltau und Walsrode, es sitzt in Celle. Der Kirchenkreis betreibt neben kirchlich-diakonischen Einrichtungen auch viele musikalische Angebote.

## Geschichte
In Celle wurde bereits früh die Reformation eingeführt. 1525 bekannte sich Ernst I., Herzog von Braunschweig-Lüneburg zur Lehre Luthers. Er berief 1530 Urbanus Rhegius als Hof- und Stadtprediger nach Celle. Bald übernahm Rhegius auch die Funktionen eines Superintendenten (Inspektors) für das gesamte Teilfürstentum. Später wurde die Inspektion für die Stadt und die Generalsuperintendentur Lüneburg-Celle getrennt. 1803 und 1810 wurden für Beedenbostel und Winsen/Aller eigene Inspektionsbezirke geschaffen; 1921 wurden sie aber wieder mit dem Kirchenkreis Celle, wie er inzwischen hieß, vereinigt.
Die Schlosskapelle Celles, die unter Herzog Wilhelm dem Jüngeren ausgestaltet wurde, gilt als eine der wenigen vollständig erhaltenen Kirchen aus frühprotestantischer Zeit.